# Óscar Terol Goicoechea
Óscar Terol Goicoechea (Sant Sebastià, Guipúscoa, 1969), és un humorista basc que ha desenvolupat la seva carrera professional com a guionista, actor, presentador de televisió i escriptor.

## Biografia professional
Óscar Terol ha treballat en àmbits molt diversos: ràdio, actor (en televisió. cinema i teatre), presentador de programes televisius i escriptor (de guions, premsa, llibres i weblogs). Va ser el programa Vaya Semanita d'ETB el que el va llançar a la fama. En ell va treballar com a presentador, actor i guionista, al costat dels seus germans Susana (1971) i Iñaki (1972), també guionistes de Vaya Semanita. El programa va assolir gran popularitat a tot Espanya per les seves abundants aparicions en els zàpings i en vídeos de YouTube. També ha tingut èxit editorial. Óscar Terol al costat dels seus germans i Kike Díaz de Rada, guionista de nombrosos programes d'humor, van escriure junts el llibre Todos nacemos vascos (2005) i Ponga un vasco en su vida (2006), traslladant al paper l'humor que tant èxit els va donar a la televisió basca. Posteriorment (2009) va escriure Técnicas de la mujer vasca para la doma y monta de maridos, seguint el mateix estil fresc i despreocupat.
El seu salt dels mitjans del País Basc als canals de difusió estatal no van tenir tant èxit, i fins i tot van acabar amb algun fracàs.

## Obra

### Televisió
- Uyyyyyy!, any 2010 en ETB2
- ¡Vivan los Luviers!, en ETB
- Qué pasa pues en ETB
- Vaya Semanita, en ETB. Terol va ser presentador, actor i guionista de "Vaya Semanita" durant les dues primeres temporades. Vaya Semanita és un programa d'humor emès a la segona cadena d'Euskal Telebista, produït per Pausoka.
- Made in China, en TVE.[1] Programa inspirat en Vaya Semanita, on treballà gran part de l'equip de les dues primeres temporades.
- Agitación + IVA en Tele 5. Va ser un programa d'humor produït per Pausoka i emès a Espanya per Telecinco entre 2005 i 2006. El programa pretenia repetir a nivell estatal l'èxit aconseguit, en Etb2 per Vaya Semanita. Com en la versió original el programa tenia sketchos que explicava diferents històries en clau de paròdia. Va ser emès en dues etapes, el 2005, substituint Camera Café, i el 2006 augmentant personatges i la durada.
- Un país de chiste, en La sexta[2] Óscar Terol, va fer de cronista viatger recorrent tota la geografia espanyola recollint els millors acudits del país, a bord d'una caravana, mostrant l'humor que es desprèn a cada zona.
- The Barz, para Antena 3.[3]

### Radio
- Boulevard.

### Teatre
- 2007 El jefe de todo esto. És una comèdia basada en la pel·lícula de Lars Von Trier. És una comèdia de situació, en la qual hi ha un parell de personatges que han de fugir cap endavant de totes les mentides que van creant.[4]
- A cuestas con Murphy.

### Pel·lícules
Ha participat en pel·lícules com:
- 2008 Secretos de cocina. Comèdia dirigida per Aizpea Goenaga.[5]

### Llibres
- 2005 Todos Nacemos Vascos. Ed. Punto de Lectura. ISBN 8466303308.
- 2006 Ponga Un Vasco En Su Vida. Ed. Aguilar. ISBN 840309700X. Seqüela del primer llibre Todos nacemos vascos.
- 2007 La era del estreñimiento. Ed. Santillana. ISBN 978-84-03-09855-8
- 2009 Técnicas de la mujer vasca para la doma y monta de maridos. Ed. Aguilar. ISBN 978-84-03-10071-8
- 2011 El vasco que no comía demasiado. Ed. Aguilar. ISBN 978-84-03-10127-2